# 张渊鹤
张渊鹤（韩语： Jang Yeon-hag，1997年2月14日—），韩国男子举重运动员，2017年夏季世界大學運動會男子85公斤级铜牌得主、2018年亚洲运动会男子85公斤级银牌得主、2023年世界舉重錦標賽男子102公斤级银牌得主。